# Rastok
Rastok (Rastočko polje, Rastoka) krško je polje koje se nalazi u Hrvatskoj i Bosni i Hercegovini. Granica ga dijeli na dva dijela: sjeverozapadni dio površine 8 km2 koji pripada Vrgorcu, i jugoistočni dio površine 9,7 km2, koji pripada području Ljubuškog. Proteže u pravcu sjeverozapad-jugoistok paralelno s rijekom Tihaljinom (Mladom, Trebižatom). Dugo je 12 km, prosječne širine 1,5 km a melioracijska površina mu je 17,7 km2. Glavni vodotok polja je Matica Rastoka, koja je kanalom Parilo – Brza voda spojena s rijekom Mladom radi navodnjavanja polja. Polje je karakteristično po neuobičajeno velikom broju ponora, posebno u hercegovačkom dijelu.
Polje je sa sjeverozapada omeđeno padinama koje su produžetak brdsko-planinskoga područja Dalmatinske zagore, a s juga uzvisinama Škulja (401 m), Gradina (480 m) i Zveč (462 m), koje čine granicu između Rastoka i Vrgorskoga polja. Pored Vrgorskog polja i polja Bunina, Rastok je drugo polje po veličini na području Vrgorca. Važno je stanište vrsta pjegave crvenkrpice (Zamenis situla) i vrgoračke gobice (Knipowitschia croatica).